# 屋那霸島
26°53′50″N 127°55′29″E / 26.89722°N 127.92472°E
屋那霸島（日语：／ Yanaha-jima、琉球語：／ ）是沖繩縣島尻郡伊是名村所屬的一個無人島。
該島位於沖繩島西北方、伊是名島西南方約1公里位置，面積0.74平方公里，周長約5.3公里，高度12公尺，為一座平坦小島。該島距駐沖繩美軍的嘉手納空軍基地約60公里。屋那霸島是沖繩縣最大的無人島，也是日本境內受歡迎的旅遊景點之一。伊是名村擁有包含島嶼沿岸地帶大半的26%土地。島嶼北側生長著琉球蘇鐵，西側生長著細葉榕等低木，中央有過去使用的水井和蓄水池。二戰以前，曾是當地人建造家屋時的採石場。
該島有私有地與村有地，沙灘的大部分是村有地。島上有一般遊客等利用的釣魚場、露營地。
當地時間2023年2月27日下午4時，屋那霸島冒出火光，伊是名村公所指出，起火地點位於屋那霸島中心的一片樹叢，火勢到28日仍未熄滅，無人員傷亡。當時有35名20多歲的男女學生正在島上露營，起火後坐漁船離開，但不清楚學生與火災是否有關聯。島上也留有露營痕跡，包含遺留的帳篷、床單、硬紙板、煎鍋與煙火等器物。
2023年1月底，一名34歲的中國女子在網絡上自我聲稱買下了屋那霸島。惟日本政府卻從未出售該島，相信該女子的言論僅為了博取網絡流量。

## 爭議
2023年1月底，一名34歲的中國女子在網路上自我聲稱買下了屋那霸島。事實上，屋那霸島並不是私人島嶼，亦不能整座島嶼被出售。該女子僅擁有該島部分的私人土地產權，而且屋那霸島仍有不可能被出售的公共地方。因此，該名中國女子自稱「島主」的陳述為錯誤陳述。
據報導，該名自我聲稱買下日本無人島的張小姐，是山東省青島市人，家族有經營地產和金融公司，島嶼產權是由家族公司買下，共920筆所有權證，家族購入722筆，剩餘的權證則是為隔壁村和民間所有；對於小島的規劃，她表示，可能會在未來慢慢建設，或留著度假，如有合適價格也可能轉賣租賃，也不排除合作開發可能性。根據登記，該島的一部分於2021年2月起成為一間位於東京都港區的中國商務顧問公司持有。伊是名村公所表示，該間中國公司並非占有整座島，而是持有全島約5成。據該間中資企業官網顯示，正在進行該島度假區的開發計畫。日本政府稱該島為不具有領海基線的國境離島，也不具有國境離島地區的有人離島或攸關安全保障上重要設施，所以並非“重要土地等調查法”要調查的對象。